# Marcus Nikkanen
Marcus Rafael Nikkanen (Helsinque, 26 de janeiro de 1904 – Helsinque, 28 de março de 1985) foi um patinador artístico finlandês, que competiu no individual masculino. Ele conquistou uma medalha de bronze em campeonatos mundiais, uma medalha de bronze em campeonatos europeus e foi dez vezes campeão do campeonato nacional finlandês. Nikkanen disputou os Jogos Olímpicos de Inverno de 1928, de 1932 e de 1936 terminando na sexta, quarta e sétima posições, respectivamente.

## Principais resultados
| Resultados                                            | Resultados      | Resultados      | Resultados      | Resultados        | Resultados    | Resultados    | Resultados        | Resultados      | Resultados      | Resultados    | Resultados    | Resultados      | Resultados      | Resultados    | Resultados        | Resultados      |
| Internacional                                         | Internacional   | Internacional   | Internacional   | Internacional     | Internacional | Internacional | Internacional     | Internacional   | Internacional   | Internacional | Internacional | Internacional   | Internacional   | Internacional | Internacional     | Internacional   |
| Evento/Temporada                                      | 1926– 1927      | 1927– 1928      | 1928– 1929      | 1929– 1930        | 1930– 1931    | 1931– 1932    | 1932– 1933        | 1933– 1934      | 1934– 1935      | 1935– 1936    | 1936– 1937    | 1937– 1938      | 1938– 1939      |               | 1944– 1945        | 1945– 1946      |
| ----------------------------------------------------- | --------------- | --------------- | --------------- | ----------------- | ------------- | ------------- | ----------------- | --------------- | --------------- | ------------- | ------------- | --------------- | --------------- | ------------- | ----------------- | --------------- |
| Jogos Olímpicos                                       |                 | 6.º             |                 |                   |               | 4.º           |                   |                 |                 | 7.º           |               |                 |                 |               |                   |                 |
| Campeonato Mundial                                    |                 |                 | 6.º             |                   | 7.º           | 4.º           | Medalha de bronze | 4.º             | 5.º             |               | 7.º           |                 |                 |               |                   |                 |
| Campeonato Europeu                                    |                 |                 |                 | Medalha de bronze |               |               |                   |                 | 5.º             | 6.º           | 7.º           |                 |                 |               |                   |                 |
| Campeonato Nórdico                                    |                 |                 |                 |                   |               |               |                   |                 |                 |               |               |                 |                 |               | Medalha de bronze |                 |
| Nacional                                              |                 |                 |                 |                   |               |               |                   |                 |                 |               |               |                 |                 |               |                   |                 |
| Campeonato Finlandês                                  | Medalha de ouro | Medalha de ouro | Medalha de ouro | Medalha de ouro   |               |               |                   | Medalha de ouro | Medalha de ouro |               |               | Medalha de ouro | Medalha de ouro |               | Medalha de ouro   | Medalha de ouro |
|                                                       |                 |                 |                 |                   |               |               |                   |                 |                 |               |               |                 |                 |               |                   |                 |
| Legenda: Competição não foi disputada nesta temporada |                 |                 |                 |                   |               |               |                   |                 |                 |               |               |                 |                 |               |                   |                 |